# 79 (getal)
79 (negenenzeventig) is het natuurlijke getal volgend op 78 en voorafgaand aan 80.
In de Franse taal (vooral in Frankrijk) is het getal 79 samengesteld uit meerdere telwoorden: soixante-dix-neuf (60+10+9). Andere Franstaligen, zoals de Belgen en de Zwitsers, gebruiken: septante neuf.

## In dewiskunde
- 79 is een gelukkig getal.
- 79 is het 22e priemgetal in de lijst van priemgetallen.
- 79 is het kleinste gegeneraliseerde evenwichtig priemgetal van de 2e orde;[1] d.w.z. het getal is het rekenkundig gemiddelde van 4 priemgetallen in de "onmiddellijke omgeving" ervan:

{\displaystyle (71+73+83+89)/4=316/4=79}

## Overig
79 is ook:
- het jaar A.D. 79 en 1979;
- het atoomnummer van het scheikundig element Goud (Au).